# 劉美珊
劉美珊（英語：Sandy Lau Mei Shan，1973年7月10日—），香港女演員，前無綫電視女藝員。

## 背景
1992年，於新城娛樂學院專讀藝員進修班及演藝學習班（大學二年級），於1994年畢業。同年，經TVB藝員科試鏡後加入無綫電視，成為旗下基本合約藝員。入行開始飾演閒角及不起眼的角色，擅長飾演弱智少女、吸毒女生、過街少女、愚蠢女孩等反派的角色。
於《鑑證實錄系列》飾演的金妙齡、《外父唔怕做》飾演的陳有裕、《楊貴妃》的賤格才人梁欣冬，而開始為人熟悉，《外父唔怕做》中與張家輝合演兄妹，亦獲得關注。
2000年，因長期於無綫電視飾演些無關重要的角色，如少女甲乙等角色，而且曝光率及人工減少，最終決定離開無綫電視，結束與無綫電視6年賓主關係。其後，劉美珊移居上海，改行從商開設公關公司。
2022年11月，參與《中年好聲音》第2集演出，演唱葉德嫻首本名曲《幸運是我》，最後只能入圍100強。

## 趣事
有網民於網絡發言，劉美珊酷似與同為演員的資深藝人盧宛茵。

## 電視劇（無綫電視）
| 首播   | 劇名            | 角色                     |
| 1994年 | 第三類法庭      | 記者丙                   |
| 1994年 | 餐餐有宋家      | 女助手                   |
| 1994年 | 新重案傳真      | 女病人                   |
| 1994年 | 烈火狂奔        | 新 娘                    |
| 1994年 | 新父子時代      | 空中小姐                 |
| 1994年 | 恨鎖金瓶        | 武迎兒                   |
| 1994年 | 再見亦是老婆    | 演 員                    |
| 1994年 | 天子屠龍        | 瓜爾佳氏（蘭貴人／天嬌） |
| 1994年 | 阿Sir早晨       | 何伶敏（Lemon）          |
| 1994年 | 壹號皇庭III     | 周小欣                   |
| 1995年 | 前世冤家        | 佳 麗                    |
| 1995年 | 情濃大地        | 娟                       |
| 1995年 | 真情            | 陸如冰                   |
| 1995年 | 壹號皇庭IV      | 關文玉                   |
| 1995年 | 親恩情未了      | Fanny                    |
| 1995年 | 刀馬旦          | 洛菊葉                   |
| 1996年 | 包青天之侠情    | 曲 蕊                    |
| 1996年 | 900重案追兇     | 許婉宜                   |
| 1996年 | 盞鬼老豆        | 鍾一心                   |
| 1996年 | 五個醒覺的少年  | May                      |
| 1997年 | 鑑證實錄        | 金妙齡                   |
| 1997年 | 掃黃先鋒        | Kitty                    |
| 1997年 | 刑事偵緝檔案III | 陳彩虹                   |
| 1997年 | 樂壇插班生      | 記者丁                   |
| 1997年 | 醉打金枝        | 端 桂                    |
| 1997年 | 皇家反千組      | 甘嘉莉                   |
| 1998年 | 緣來沒法擋      | Elaine                   |
| 1998年 | 離島特警        | 江靜茵                   |
| 1998年 | 妙手仁心        | 阿 媚                    |
| 1998年 | 刑事偵緝檔案IV  | 女 警                    |
| 1999年 | 鑑證實錄II      | 金妙齡                   |
| 1999年 | 外父唔怕做      | 陳有裕                   |
| 1999年 | 吾係差人        | 羅美美                   |
| 2000年 | 楊貴妃          | 梁欣冬（梁才人／冬兒）   |
| 2000年 | 陀槍師姐II      | 蔣曼紅                   |

## 電視節目
- 1995年《人生交叉點》（第10集單元劇主演）

## 節目主持
- 1995：無綫電視萬千星輝賀台慶（禮儀小姐）
- 1998：新城娛樂台第12屆新城娛樂學院畢業生：演藝比拼FUN